# Hypaeus mystacalis
Hypaeus mystacalis là một loài nhện trong họ Salticidae.
Loài này thuộc chi Hypaeus. Hypaeus mystacalis được Władysław Taczanowski miêu tả năm 1878.